# I Made Mangku Pastika

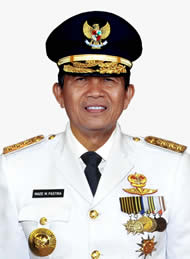
I Made Mangku Pastika

I Made Mangku Pastika (* 22. Juni 1951 in Buleleng, Bali, Indonesien) ist ein indonesischer Politiker. Der frühere Leiter der balinesischen Polizei und des indonesischen National Narcotics Board war von 2008 bis 2018 der Gouverneur der Provinz Bali. Er gilt als Förderer des nachhaltigen Tourismus auf Bali.
Pastika, Mitglied der Partai Demokrasi Indonesia – Perjuangan (PDI-P), erhielt bei den Provinzwahlen 2008 laut Mitteilung der Balinesischen Wahlkommission (Komisi Pemilihan Umum Bali) vom 16. Juli 2008 55,04 % der gültigen Stimmen. Am 28. August 2008 wurde er für die Amtszeit 2008 bis 2013 vereidigt und löste damit seinen Vorgänger Dewa Beratha ab.

## Ehrungen
Im Oktober 2003 wurde ihm der Order of Australia (Officer of the Order, AO) für seine Verdienste um die Aufklärung des Terroranschlages vom 12. Oktober 2002 verliehen. Pastika war zu der Zeit oberster balinesischer Ermittler.